# 天生桥 (溧水)
31°38′45″N 118°58′50″E / 31.645737°N 118.980487°E
溧水天生桥位于南京市东南方48公里处的溧水区胭脂河上，胭脂河长7千米，是明朝初年即1393年-1395年，朱元璋为了开通南京秦淮河与太湖之间的漕运路线，派崇山侯李新组织数万民工开凿而成的一条人工运河，主要穿越了一座长5千米、高15-30米的山岗。开凿时特意保留了一处巨石作为横跨两岸的桥梁，长34米，宽厚8-9米，距水面36米。现被列为金陵新四十八景之一。

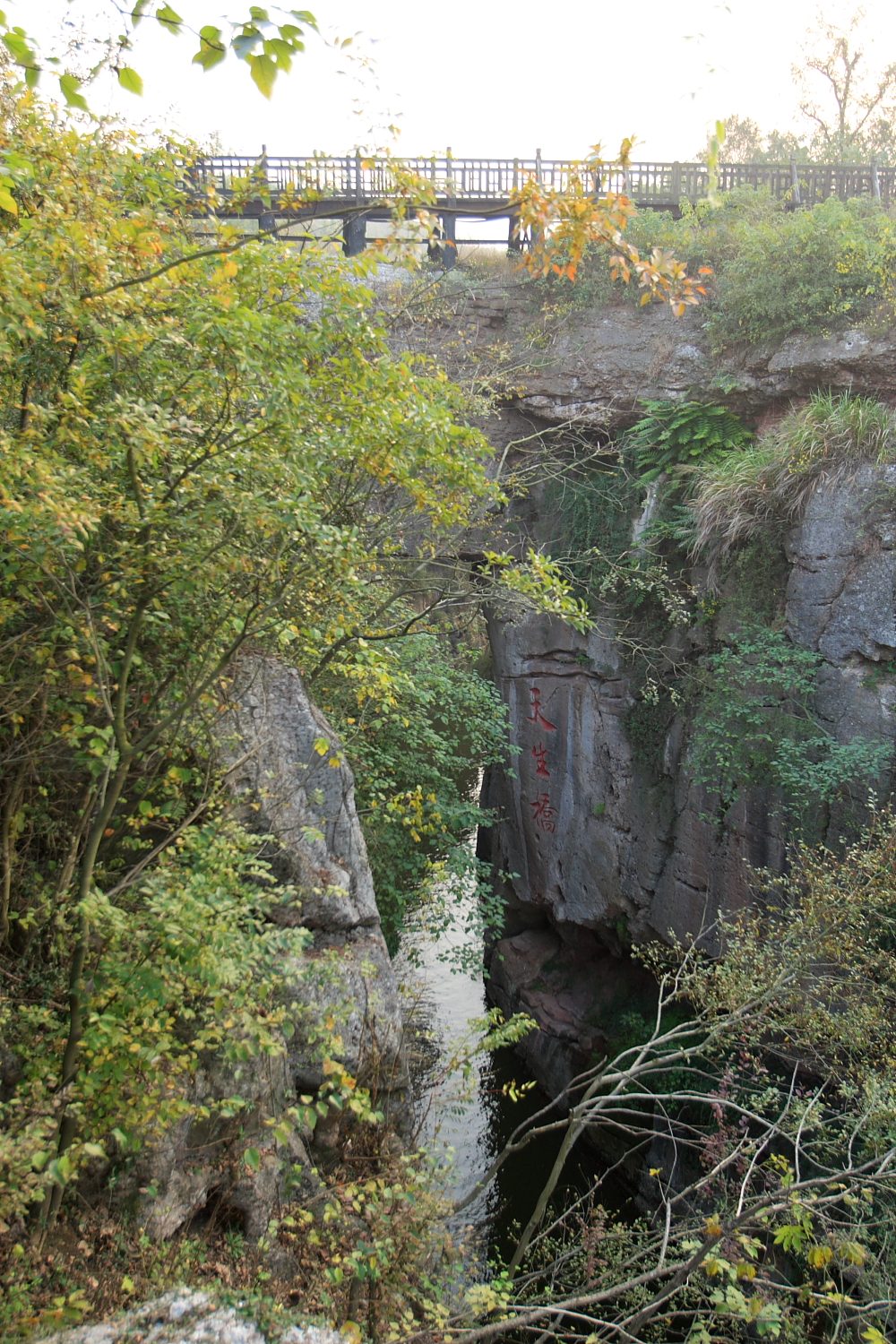
天生桥
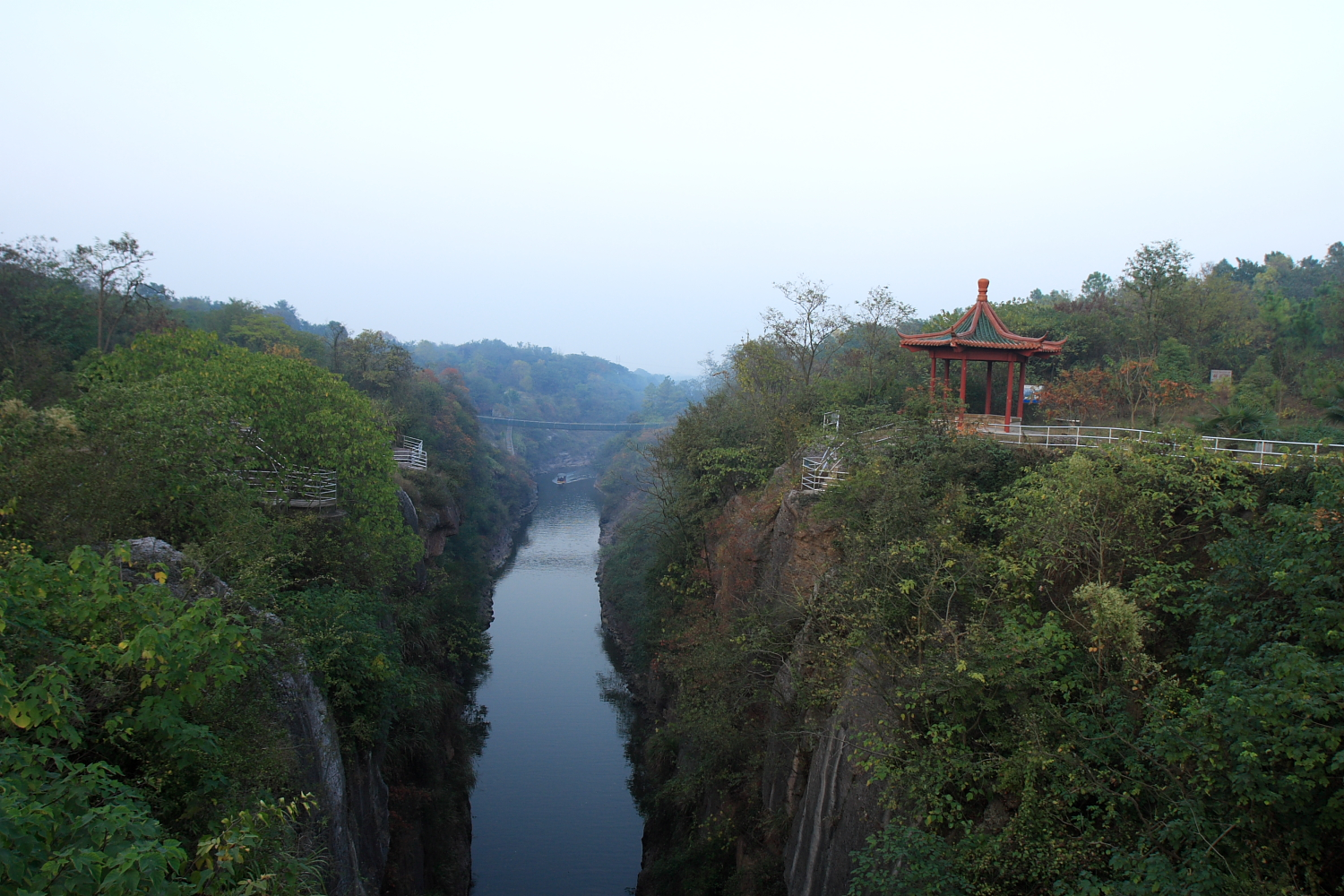
胭脂河